# Gevlekte lipvis
De gevlekte lipvis (Labrus bergylta) is een vis uit de grote familie van de lipvissen en het typegeslacht Labrus. De volwassen vis heeft een lengte van ca. 50 cm maar kan meer dan 65 cm worden en 4,3 kg wegen. De vis leeft in de kustwateren van de oostelijke Atlantische Oceaan, zowel bij rotsige kusten als in zeewiervelden op een diepte tussen de 10 en 20 m. Jonge vissen houden zich op in getijdewateren.

## Beschrijving
De gevlekte lipvis is zeer veranderlijk van kleur, meestal groenbruin met lichte vlekken. De bek is groot, met vlezige lippen. De lange rugvin heeft 19 - 21 stekels en 10-11 vinstralen. De aarsvin drie stekels en 8-10 vinstralen.

## Levenswijze
Deze vissen paaien aan stenige kusten waar de mannetjesvissen 'nesten' maken in rotsspleten. In de winter komen volwassen gevlekte lipvissen vrij algemeen voor aan de Nederlandse kusten. Nijssen & De Groot verklaren dit voorkomen uit het trekgedrag. In de zomer trekken de vissen naar de noordelijke kusten en kunnen op hun terugtocht, in de winter, terechtkomen in de nauwe opening naar Het Kanaal van de zuidelijke Noordzee.

## Relatie tot de mens
De gevlekte lipvis staat niet op de Rode Lijst van de IUCN, maar omdat de vis niet voorkomt in de Visserijwet, geldt binnen de Nederlandse territoriale wateren de bescherming van de Flora- en faunawet.
De vis is gewild bij zeehengelaars.